# Vicariato Patriarcal Ortodoxo Antioqueno do Rio de Janeiro
O Vicariato Patriarcal Ortodoxo Antioquino do Rio de Janeiro é um território eclesiástico subordinado diretamente a Sé de Antioquia, não sujeito a Arquidiocese de São Paulo e Todo o Brasil da Igreja Ortodoxa Grega de Antioquia, com sede no Rio de Janeiro. O atual vigário patriarcal é Sua Eminência Teodoro Gandur, bispo de Apameia.

## Vigários patriarcais
- Georges Saliba El-Hajj (1969-2000);
- Dimitrios Hosni (2000-2004);
- Teodoro Gandur (2017-).

## Ligações Externas
- Catedral Ortodoxa de São Nicolau